# Верхуліца
Верхуліца (ест. Verhulitsa; мова сету Veerulitsa, Vehrutsa; також використовуються назви Верхууліца, Вехруліца, Верхуліце, Вееру, Алліка, Халд'я) — село в Естонії, входить до складу волості Вярска, повіту Пилвамаа.
| Естонія | Це незавершена стаття з географії Естонії. Ви можете допомогти проєкту, виправивши або дописавши її. |

1. ↑  http://metaweb.stat.ee/get_classificator_file.htm?id=4412334&siteLanguage=et
2. ↑  Land and Spatial Development Board — 1990.